# Проспект Мира (Великий Новгород)
Проспект Ми́ра — одна из основных магистралей Великого Новгорода, главная магистраль Западного района.
Проходит от проспекта Корсунова до Нехинской улицы. Протяжённость — 2350 м.
Проспект появился в 1965 году. Название было утверждено решением Новгорисполкома 13 октября 1966 года.
По обеим сторонам проспекта Мира находятся к так называемые спальные районы. Застроен многоэтажными жилыми домами.
На проспекте также расположены: Новгородский театр для детей и молодёжи «Малый», музыкальная школа им. Чайковского, Областное отделение ПАО «Сбербанк», Торговый дом «Великан», Детский сад № 14 «Сказка», Детский Сад № 58 «Капелька», библиотечный центр «Читай-город», ООО Поликлиника «Диамед», Комитет по охране окружающей среды и природных ресурсов по Новгородской области.                                                                         

## Транспорт
Автобусы: 6, 15, 15 А, 15 АЦ,19, 22, 35А, 44М, 72
Троллейбусы: 1, 3.